# دوغ كلارك (لاعب كرة قاعدة)
دوغ كلارك (بالإنجليزية: Doug Clark)‏ هو لاعب كرة قاعدة أمريكي، ولد في 5 مارس 1976 في سبرينغفيلد في الولايات المتحدة.

## وصلات خارجية
- دوغ كلارك على موقع دوري كرة القاعدة الرئيسي (الإنجليزية)
- دوغ كلارك على موقع دوري كوريا الجنوبية لكرة القاعدة (الإنجليزية)
- دوغ كلارك على موقعبيزبول رفرنس.كوم (الدوري الرئيسي) (الإنجليزية)
- دوغ كلارك على موقعبيزبول رفرنس.كوم (الدوري الثانوي) (الإنجليزية)
- دوغ كلارك على موقع إي إس بي إن.كوم (أم.أل.بي) (الإنجليزية)
- دوغ كلارك على موقع مشجعي الرسوم البيانية (الإنجليزية)